# Гилрой, Берил
Берил Гилрой (англ. Beryl Gilroy; 30 августа 1924, Скелдон, Британская Гвиана — 4 апреля 2001, Великобритания) — гайанская писательница, поэтесса, педагог, профессор, доктор наук. Одна из знаковых фигур послевоенного поколения афрокарибских иммигрантов в Британии.

## Биография
Училась в педагогическом колледже в Джорджтауне (1943—1945), получив диплом, преподавала по программе ЮНИСЕФ . В 1951 году была отобрана для дальнейшего обучения в Лондонском университете (1951—1953), получила диплом по детскому развитию.
Будучи чернокожей женщиной, долгое время не могла найти работу. Затем устроилась во Внутреннее управление образования Большого Лондона.
После нескольких лет преподавания по семейным обстоятельствам ушла с работы. В 1968 году вернулась к преподаванию. Была назначена директором лондонской школы Beckford School. Стала первой цветной женщиной, занявшей должность директора школы в Лондоне. Об этом рассказала в автобиографическом романе «Чёрная учительница» (1976).
Позже — профессор и исследователь в Институте образования Лондонского университета, стала пионером в области детской психотерапии.
В 1987 году получила докторскую степень по клинической психологии. В 1996 году Гилрой основала Ассоциацию карибских женщин-писателей и учёных.
В своих произведениях отразила влияние жизни в Британии на семьи афрокарибских иммигрантов, в её более поздних работах рассматривались проблемы африканской и карибской диаспоры и рабства.
Супруг состоял в компартии, сын - Пол Гилрой.
Отличия
- Медаль Совета Большого Лондона (1990)
- Почётный доктор Университета Северного Лондона (University of North London, 1995)

## Избранные произведения
- Green and Gold Readers for Guyana (1967—1971)
- Black Teacher (1976)
- Frangipani House (1986)
- Boy Sandwich (1989)
- Stedman and Joanna: A Love in Bondage (1991)
- Echoes and Voices (1991), сборник стихов
- Sunlight and Sweet Water (1994)
- Gather the Faces (1994)
- In Praise of Love and Children (1994)
- Inkle and Yarico (1994)
- Leaves in the Wind: Collected Writings (1998)
- The Green Grass Tango (2001)